# Ландовский, Якуб
Якуб Ландовский (чеш. Jakub Landovský, род. 5 сентября 1976, Прага) — чешский политический и государственный деятель, адвокат, политолог. Представитель Чехии при НАТО.

## Биография
Якуб Ландовский родился 5 сентября 1976 года в Праге.
Учился в Карловом университете в Праге, стал магистром Института политологии факультета социальных наук. В 2011 году там же окончил докторантуру, получив степень доктора философии.
С 2000 года работал в Министерстве иностранных дел Чехии. До 2002 года был помощником специального докладчика по правам человека в бывшей Югославии Иржи Динстбира-старшего, в 2002—2005 годах — помощник посла со специальной миссией. В 2005—2006 годах работал научным сотрудником в университете штата Орегон в США, был консультантом Программы развития ООН.
В 2006 году вступил в Чешскую социал-демократическую партию.
В 2007—2010 годах был консультантом председателя комитета по иностранным делам Палаты депутатов парламента Чехии, готовил аналитические и справочные материалы.
В 2013 году во время кампании по выборам президента Чехии был представителем кандидата Иржи Динстбира-младшего. Занимался адвокатской практикой.
В 2014 году стал советником заместителя министра обороны Чехии, а 2 марта 2015 года был назначен заместителем министра обороны. На этой должности работал под началом трёх министров: Мартина Стропницкого, Карлы Шлехтовой и Любомира Метнара.
В 2018 году возглавил список социал-демократической партии на выборах в городской совет Праги, претендовал на пост приматора, однако партия не получила ни одного места.
5 августа 2019 года покинул пост заместителя министра и в тот же день был назначен представителем Чехии при НАТО, сменив Иржи Шедивого.
Член Чешской ассоциации адвокатов и Совета по международным отношениям.
Увлекается велоспортом и баскетболом.

## Семья
Отец — Павел Ландовский (1936—2014) — чешский актёр, драматург. Был в числе подписавших «Хартию-77», за что был выслан из Чехословакии и в 1978—1989 годах жил в Австрии.

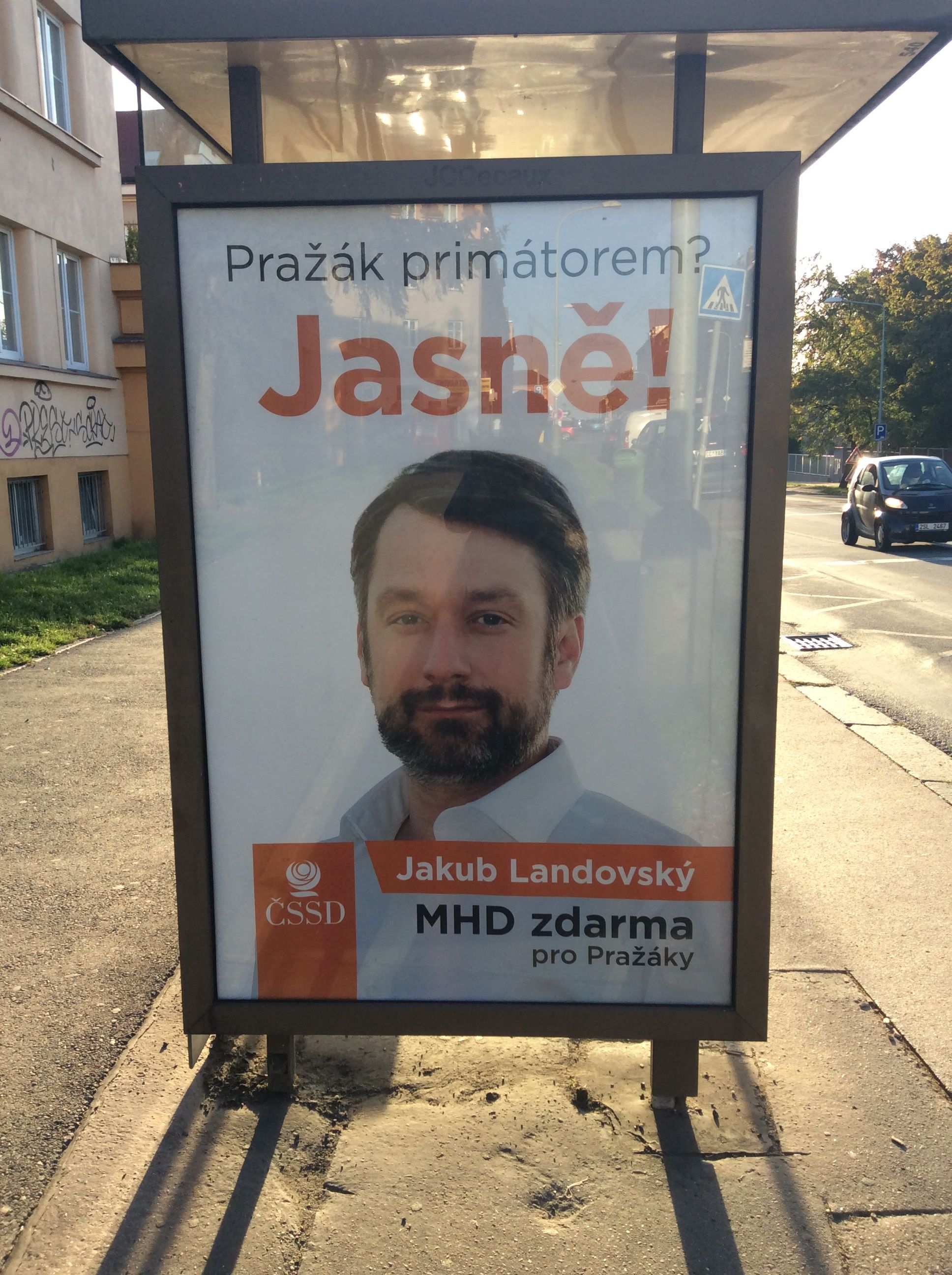
Предвыборная реклама кандидата в приматоры Праги Якуба Ландовского, 16 сентября 2018 года

Женат, есть трое детей.